# J. Barney Sherry
J. Barney Sherry, nato James Barney Sherry (Germantown, 4 marzo 1874 – Filadelfia, 22 febbraio 1944), è stato un attore statunitense del cinema muto.
Nella sua carriera, iniziata nel 1905 e durata fino al 1930, prese parte - spesso in ruoli da protagonista - a oltre duecento film. Fu partner di grandi dive del cinema muto come Gloria Swanson e Lillian Gish e fu diretto anche da registi che hanno fatto la storia del cinema, da Gilbert M. 'Broncho Billy' Anderson (popolarissimo, all'epoca, cowboy dello schermo) fino a John Ford.

## Filmografia
- Raffles, the Amateur Cracksman, regia di Gilbert M. 'Broncho Billy' Anderson – cortometraggio (1905)
- Adventures of Sherlock Holmes, regia di J. Stuart Blackton – cortometraggio (1905)
- The Paymaster, regia di Fred J. Balshofer – cortometraggio (1909)
- The Mexican's Crime, regia di Fred J. Balshofer – cortometraggio (1909)
- Pardners, regia di Edwin S. Porter – cortometraggio (1910)
- Luck of Roaring Camp, regia di Edwin S. Porter – cortometraggio (1910)
- A Romance of the Prairie, regia di Fred J. Balshofer – cortometraggio (1910)
- The Ten of Spades; or, A Western Raffle, regia di Fred J. Balshofer – cortometraggio (1910)
- The Mexican's Ward, regia di Fred J. Balshofer – cortometraggio (1910)
- The Man from Texas , regia di Fred J. Balshofer – cortometraggio (1910)
- A Western Romance, regia di Edwin S. Porter – cortometraggio (1910)
- Bradford's Claim, regia di Edwin S. Porter – cortometraggio (1910)
- Lost for Many Years, regia di Fred J. Balshofer – cortometraggio (1910)
- Perils of the Plains, regia di Fred J. Balshofer – cortometraggio (1910)
- Saved from the Redmen, regia di Fred J. Balshofer – cortometraggio (1910)
- The Sea Wolves, regia di Fred J. Balshofer – cortometraggio (1910)
- A Mexican Lothario, regia di Fred J. Balshofer – cortometraggio (1910)
- Her Terrible Peril, regia di Fred J. Balshofer – cortometraggio (1910)
- The Stolen Claim, regia di Edwin S. Porter – cortometraggio (1910)
- In the Shadow of the Pines, regia di Hobart Bosworth – cortometraggio (1911)
- The Totem Mark, regia di Otis Turner – cortometraggio (1911)
- Little Dove's Romance, regia di Fred J. Balshofer – cortometraggio (1911)
- Kit Carson's Wooing, regia di Francis Boggs – cortometraggio (1911)
- The Voyager: A Tale of Old Canada, regia di Hobart Bosworth – cortometraggio (1911)
- John Oakhurst, Gambler, regia di Hobart Bosworth (1911) – cortometraggio (1911)
- An Indian Vestal, regia di Hobart Bosworth – cortometraggio (1911)
- Coals of Fire, regia di Hobart Bosworth – cortometraggio (1911)
- The Chief's Daughter, regia di Hobart Bosworth – cortometraggio (1911)
- George Warrington's Escape, regia di Hobart Bosworth – cortometraggio (1911)
- Evangeline, regia di Hobart Bosworth – cortometraggio (1911)
- His Nemesis, regia di Thomas H. Ince – cortometraggio (1912)
- The Burning Brand, regia di Francis Ford – cortometraggio (1913)
- In the Ranks, regia di Francis Ford – cortometraggio (1913)
- The Paymaster's Son, regia di Francis Ford – cortometraggio (1913)
- A Bluegrass Romance, regia di Charles Giblyn – cortometraggio (1913)
- A Shadow of the Past, regia di Thomas H. Ince – cortometraggio (1913)
- The Wheels of Destiny, regia di Francis Ford – cortometraggio (1913)
- The Counterfeiter, regia di William J. Bauman – cortometraggio (1913)
- The Pride of the South, regia di Burton L. King – cortometraggio (1913)
- The Grey Sentinel, regia di Burton L. King – cortometraggio (1913)
- Will o' the Wisp, regia di Francis Ford – cortometraggio (1913)
- Past Redemption, regia di Burton L. King – cortometraggio (1913)
- Silent Heroes, regia di Jay Hunt (1913)
- A True Believer, regia di Burton L. King – cortometraggio (1913)
- Devotion, regia di Jay Hunt – cortometraggio (1913)
- The Open Door, regia di Edward Barker – cortometraggio (1913)
- Eileen of Erin, regia di Raymond B. West – cortometraggio (1913)
- A Military Judas, regia di Jay Hunt – cortometraggio (1914)
- The Bargain, regia di Reginald Barker (1914)
- For Her Brother's Sake, regia di Jay Hunt – cortometraggio (1914)
- North of 53, regia di Jay Hunt – cortometraggio (1914)
- So Shall Ye Reap – cortometraggio (1914)
- The Bells of Austi, regia di Raymond B. West – cortometraggio (1914)
- The Squire's Son, regia di Raymond B. West – cortometraggio (1914)
- The Forest Vampires, regia di Walter Edwards – cortometraggio (1914)
- The Social Ghost, regia di George Osborne – cortometraggio (1914)
- The Latent Spark, regia di Raymond B. West (1914)
- From Out of the Dregs, regia di Scott Sidney – cortometraggio (1914)
- The Final Reckoning, regia di Walter Edwards – cortometraggio (1914)
- The Long Feud, regia di George Osborne – cortometraggio (1914)
- An Eleventh Hour Reformation, regia di Walter Edwards – cortometraggio (1914)
- Mother of the Shadows, regia di George Osborne – cortometraggio (1914)
- The Mills of the Gods, regia di Jay Hunt – cortometraggio (1914)
- The Cup of Life, regia di Thomas H. Ince e Raymond B. West (1915)
- Rumpelstiltskin, regia di Raymond B. West (1915)
- The Beckoning Flame, regia di Charles Swickard (1915)
- The Conqueror, regia di Reginald Barker (1916)
- The Green Swamp, regia di Scott Sidney (1916)
- Due begli occhi (Bullets and Brown Eyes), regia di Scott Sidney (1916)
- The Raiders, regia di Charles Swickard (1916)
- The Aryan, regia di Reginald Barker, William S. Hart, Clifford Smith (1916)
- The Stepping Stone, regia di Reginald Barker e Thomas H. Ince (1916)
- Civilization's Child, regia di Charles Giblyn (1916)
- The Phantom, regia di Charles Giblyn (1916)
- The Weaker Sex, regia di Raymond B. West (1917)
- The Iced Bullet, regia di Reginald Barker (1917)
- Back of the Man, regia di Reginald Barker (1917)
- Passato sanguigno (Blood Will Tell), regia di Charles Miller (1917)
- The Snarl, regia di Raymond B. West (1917)
- The Millionaire Vagrant, regia di Victor L. Schertzinger (1917)
- Love or Justice, regia di Walter Edwards (1917)
- Madcap Madge, regia di Raymond B. West (1917)
- A Strange Transgressor, regia di Reginald Barker (1917)
- Borrowed Plumage, regia di Raymond B. West (1917)
- Ten of Diamonds regia di Raymond B. West (1917)
- Flying Colors, regia di Frank Borzage (1917)
- The Stainless Barrier, regia di Thomas N. Heffron (1917)
- The Fuel of Life, regia di Walter Edwards (1917)
- Fanatics, regia di Raymond Wells (1917)
- The Gown of Destiny, regia di Lynn F. Reynolds (1917)
- The Argument, regia di Walter Edwards (1918)
- Real Folks , regia di Walter Edwards (1918)
- A Soul in Trust, regia di G.P. Hamilton (Gilbert P. Hamilton) (1918)
- The Hard Rock Breed, regia di Raymond Wells (1918)
- Who Killed Walton?, regia di Thomas N. Heffron (1918)
- Her Decision, regia di Jack Conway (1918)
- High Stakes, regia di Arthur Hoyt (1918)
- The Secret Code, regia di Albert Parker (1918)
- The Reckoning Day , regia di Roy Clements (1918)
- Restless Souls, regia di William C. Dowlan (1919)
- The Forbidden Room, regia di Lynn F. Reynolds (1919)
- Extravagance, regia di Victor Schertzinger (1919)
- Il marchio del passato (Mary Regan), regia di Lois Weber (1919)
- The Mayor of Filbert, regia di William Christy Cabanne (1919)
- The Master Man, regia di Ernest C. Warde (1919)
- A Little Brother of the Rich, regia di Lynn Reynolds (1919)
- Yvonne from Paris, regia di Emmett J. Flynn (1919)
- The Tiger Lily, regia di George L. Cox (1919)
- This Hero Stuff, regia di Henry King (1919)
- A Man's Fight
- The Black Gate, regia di Theodore Marston (1919)
- Pistola contro gentiluomo (A Gun Fightin' Gentleman), regia di John Ford (1919)
- Il dominatore del Bengala (The Lion Man), regia di Albert Russell, Jack Wells (1919)
- The River's End, regia di Victor Heerman, Marshall Neilan (1920)
- The Forged Bride, regia di Douglas Gerrard (1920)
- Go and Get It, regia di Marshall Neilan, Henry Roberts Symonds (1920)
- The Breath of the Gods, regia di Rollin S. Sturgeon (1920)
- Darling Mine, regia di Laurence Trimble (1920)
- Il fiore del Canadà (The Barbarian), regia di Donald Crisp (1920)[1].
- Thunderclap, regia di Richard Stanton (1921)
- Back Pay, regia di Frank Borzage (1922)
- When the Desert Calls, regia di Ray C. Smallwood (1922)
- What Fools Men Are, regia di George Terwilliger (1922)
- La suora bianca (The White Sister), regia di Henry King (1923)
- Miami, regia di Alan Crosland (1924)
- The Warrens of Virginia, regia di Elmer Clifton (1924)
- Born Rich, regia di William Nigh (1924)
- The Live Wire, regia di Charles Hines (1925)
- Lying Wives, regia di Ivan Abramson (1925)
- A Little Girl in a Big City, regia di Burton L. King (1925)
- Play Ball, regia di Spencer Gordon Bennet (1925)
- Jazz Heaven, regia di Melville W. Brown (1929)
- Scandalo di Broadway (Broadway Scandals), regia di George Archainbaud (1929)
- In Old Madrid (1930)

## Galleria d'immagini

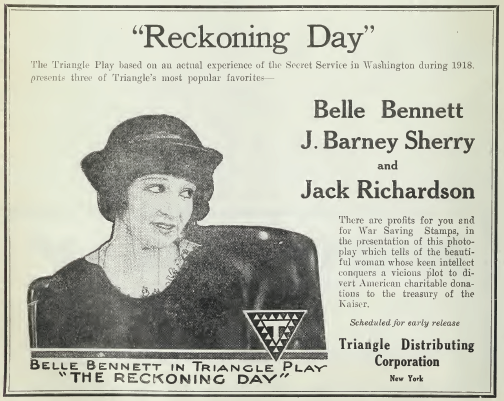
The Reckoning Day (1918)
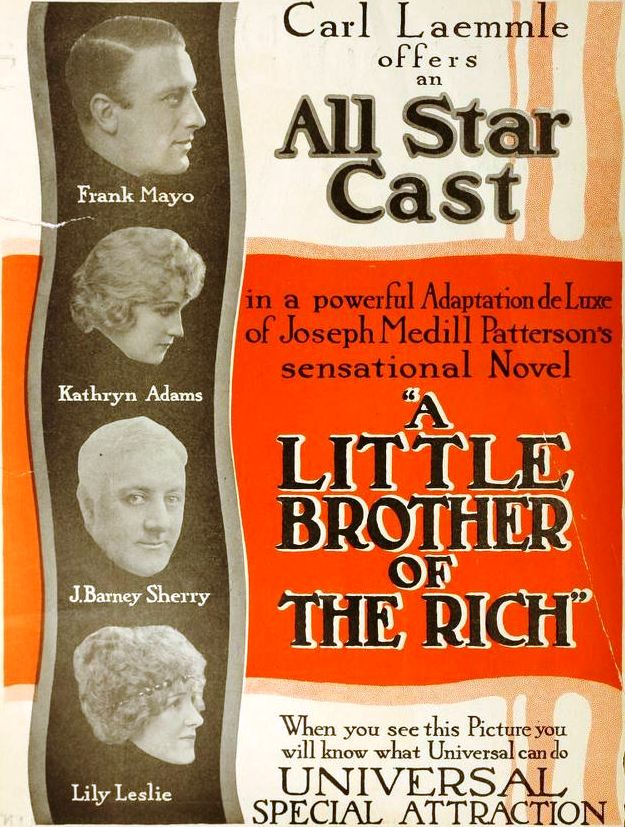
A Little Brother of the Rich (1919)
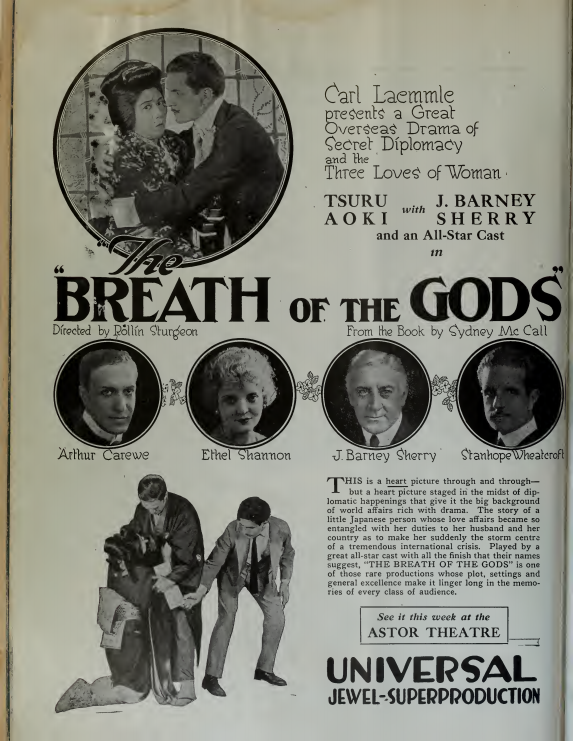
The Breath of Gods (1920)